# Grand Street (Brooklyn)
La Grand Street es una calle localizada en Williamsburg, Brooklyn, ciudad de Nueva York, Estados Unidos. Cuando la calle cruza la calle English Kills hacia Queens, se convierte en la Grand Avenue, y continua sobre una calle principal llamada Maspeth, hacia Elmhurst.  En su extremo norte se encuentra el Queens Boulevard.  

## Historia
En el siglo XIX, antes de la construcción del puente Williamsburg, la Grand Street Ferry estaba conectada con la Grand Street, Brooklyn hacia Grand Street, Manhattan. La línea de Grand Street fue una calle transitada por tranvías. 
- Datos: Q5595129
- Multimedia: Grand Street and Grand Avenue / Q5595129